# Sentinela (álbum)
| Críticas profissionais | Críticas profissionais |
| Avaliações da crítica  | Avaliações da crítica  |
| Fonte                  | Avaliação              |
| ---------------------- | ---------------------- |
| Allmusic               | [ 1 ]                  |

Sentinela é um álbum gravado em 1980 por Milton Nascimento, pela gravadora Ariola, produzido por Marco Mazzola. O disco marcou a estreia da gravadora alemã no país, junto de outros discos, como "A Arca de Noé" um projeto infantil com poemas de Vinicius de Moraes, "Coração Bobo" do pernambucano Alceu Valença, "Olhos Felizes" da cantora Marina, o álbum homônimo de estreia da dupla Kleiton & Kledir e também "Bazar Brasileiro" de Moraes Moreira. O disco traz participações especiais neste disco, como a do conjunto Boca Livre nos vocais de "Canção da América", o parceiro Tavinho Moura em "Peixinhos do Mar", a argentina Mercedes Sosa na interpretação da música "Sueño con serpientes" composta pelo cubano Silvio Rodríguez, a cantora Nana Caymmi em "Sentinela", regravação de uma faixa originalmente lançada no álbum de 1969 e também o conjunto Uakti, fazendo percussões em faixas como "Sueño con serpientes".

## Faixas
| N.º | Título                                                                        | Compositor(es)                                                                        | Duração |  |
| 1.  | "O velho"                                                                     | Nascimento                                                                            | 0:37    |  |
| 2.  | "Peixinhos do mar" (participação de Tavinho Moura)                            | cantiga de marujada, adaptação e arranjos de Tavinho Moura                            | 3:03    |  |
| 3.  | "Tudo"                                                                        | Rada, Fattoruso e Nascimento                                                          | 3:53    |  |
| 4.  | "Canção da América" (participação de Boca Livre)                              | Nascimento e Brant                                                                    | 3:52    |  |
| 5.  | "Sueño con serpientes" (participação de Mercedes Sosa)                        | Silvio Rodríguez                                                                      | 4:42    |  |
| 6.  | "Roupa nova"                                                                  | Nascimento e Brant                                                                    | 2:54    |  |
| 7.  | "Povo da raça Brasil"                                                         | Nascimento e Brant                                                                    | 0:27    |  |
| 8.  | "Sentinela" (participação de Nana Caymmi)                                     | Nascimento e Brant                                                                    | 7:37    |  |
| 9.  | "Cantiga (Caicó)" (tema folclórico)                                           | música de Heitor Villa-Lobos e letra de Teca Calazans, adaptada por Milton Nascimento | 2:55    |  |
| 10. | "Bicho homem"                                                                 | Nascimento e Brant                                                                    | 1:16    |  |
| 11. | "Itamarandiba"                                                                | Nascimento e Brant                                                                    | 3:25    |  |
| 12. | "Um cafuné na cabeça, malandro, eu quero até de macaco" (fala de Leila Diniz) | Nascimento e Diniz                                                                    | 3:40    |  |
| 13. | "Peixinhos do mar" (Falta de Couro - coro)                                    | cantiga de marujada, adaptação e arranjos de Tavinho Moura                            | 0:22    |  |

## Músicos
- Milton Nascimento: voz, violão
- Robertinho Silva: bateria e percussão
- Wagner Tiso: órgão, teclados, flauta sintetizada, piano, arranjos, orquestração e regência
- Tavinho Moura: violão
- Luiz Alves: baixo
- Paulinho Carvalho: baixo elétrico
- Hélio Delmiro: guitarra
- Toninho Horta: guitarra e violão
- Luiz Avellar: piano
- Ricardo Silveira: viola e guitarra

Participações especiais
- Boca Livre: vocais em "Canção da América"
- Mercedes Sosa: voz em "Sueño con serpientes"
- Uakti: percussão nas faixas "O velho", "Peixinhos do mar", "Sueño con serpientes" e "Um Cafuné na Cabeça, Malandro, Eu Quero Até de Macaco"
- Nana Caymmi: voz em "Sentinela"
- Tavinho Moura: violão e arranjos em "Peixinhos do mar"

Coro de beneditinos na faixa "Sentinela"
- Dom João Evangelista
- Dom Gerardo Wanderley
- Irmão Alfredo
- Irmão Beda
- Irmão Eduardo
- Irmão Tomás
- Irmão Justino
- Irmão Paulo Sérgio
- Frei Paulo Cezar

## Ficha Técnica
- Produzido por Mazzola
- Idealização e direção: Milton Nascimento
- Técnicos de gravação: Vitor Farias, Rafael Azulay e Mazzola
- Auxiliar de gravação: Magro (o poeta)
- Estúdio de gravação: Transamérica (24 canais)
- Engenheiros de mixagem: Humberto Gatica e Mazola
- Auxiliares: Jeff Devlan e Milton Nascimento
- Coord.Gráfica: J.C.Mello, Hildebrando de Castro e Beto Martins
- Capa - Criação e Fotografia: Márcio Luiz Ferreira
- Arte: Eduardo Maia do Vale (Pardal)
- Colaboradores: Assunção, Bituca, Dú, Fernando, Hildebrando, Murilo e Paulo Cezar

Canto Gregoriano na faixa Sentinela: gravação realizada no dia 09/07/80 na capela do Colégio Notre Dame
- Engenheiro de gravação: Mazola
- Auxiliares: Wilson Medeiros, Otávio Castro e Dudu Mendonça
- Supervisão técnica: Edeltrudes Marques (Dudu)
- Engenheiros de mixagem: Humberto Gatica e Mazola
- Auxiliares: Jeff Devlan, Oscar Castro Neves e Milton Nascimento